# Rișîn, Iavoriv
Rișîn (în ucraineană Рішин) este un sat în comuna Smolîn din raionul Iavoriv, regiunea Liov, Ucraina.

## Demografie
Componența lingvistică a localității Rișîn
     Ucraineană (99,34%)
     Alte limbi (0,66%)
Conform recensământului din 2001, majoritatea populației localității Rișîn era vorbitoare de ucraineană (99,34%), existând în minoritate și vorbitori de alte limbi.